# Benuza (kommunhuvudort)
Benuza är en kommunhuvudort i Spanien.   Den ligger i provinsen Provincia de León och regionen Kastilien och Leon, i den nordvästra delen av landet, 300 km nordväst om huvudstaden Madrid. Benuza ligger 800 meter över havet och antalet invånare är 719.
Terrängen runt Benuza är bergig åt sydost, men åt nordväst är den kuperad. Runt Benuza är det mycket glesbefolkat, med 3 invånare per kvadratkilometer. Närmaste större samhälle är Ponferrada, 18,8 km nordost om Benuza. I omgivningarna runt Benuza växer i huvudsak blandskog.